# Kuovitunturi
Kuovitunturi är en kulle i Finland.   Den ligger i den ekonomiska regionen  Östra Lapplands ekonomiska region  och landskapet Lappland, i den norra delen av landet, 700 km norr om huvudstaden Helsingfors. Toppen på Kuovitunturi är 341 meter över havet.
Terrängen runt Kuovitunturi är huvudsakligen platt.  Trakten runt Kuovitunturi är nära nog obefolkad, med mindre än två invånare per kvadratkilometer. Det finns inga samhällen i närheten. 